# 絶縁抵抗
絶縁抵抗（ぜつえんていこう）とは、電流が流れる電路における電路相互間及び電路と大地との間の絶縁性（電流が漏れない性能）のこと。
単位はΩ（オーム）であるが、一般的にはその100万オームの単位 MΩ（メガオーム）が用いられる。
絶縁抵抗が低くなると漏電を生じ、感電や火災等の原因となる。絶縁抵抗の測定は、電気保安の基本となっている。
絶縁抵抗は英語で一般的に「Insulation resistance」と呼ばれる
電気事業法に基づく「電気設備に関する技術基準を定める省令」（電気設備技術基準）によって、具体的な基準が定められている。

## 法令に基づく規定（低圧電路）

### 電気設備技術基準
電気設備に関する技術基準を定める省令
(平成九年通商産業省令第52条)
- 電気使用場所における低圧
  - 300V以下
    - 対地電圧150V以下　0.1MΩ以上
    - その他　0.2MΩ以上

  - 300Vを超えるもの　0.4MΩ以上

### 電気設備技術基準・解釈
- 低圧で絶縁抵抗（MΩ）の測定が困難な場合（第14条）
  - 漏洩電流 1mA以下

停電が許されず、架線電流計（クランプ式のリークメーター等）を使用する場合の基準。漏洩電流（mA）と電圧（V）からオームの法則により絶縁抵抗値を求めることが出来る。